# Brennende Grenze
Brennende Grenze è un film muto del 1927 diretto da Erich Waschneck e interpretato dalla ballerina svedese Jenny Hasselquist.
Fu il secondo film interpretato da Oskar Homolka in un piccolo ruolo di marinaio.

## Produzione
Il film fu prodotto dall'Eiko Film GmbH.

## Distribuzione
Distribuito dalla National-Film, fu presentato in prima a Berlino il 3 gennaio 1927. Il film fu distribuito anche negli Stati Uniti, dove venne proiettato il 5 dicembre 1927 a New York.